# District de Chandel
Le district de Chandel est un district de l'état du Manipur, en Inde.

## Géographie
Au recensement de 2011, sa population compte 144 028 habitants.
Son chef-lieu est la ville de Chandel. 